# Shawnacy Barber
Shawnacy Campbell "Shawn" Barber (Las Cruces, Nuevo México, Estados Unidos, 27 de mayo de 1994-Kingwood, 17 de enero de 2024) fue un atleta canadiense especializado en salto con pértiga. Su mejor salto personal al aire libre de 5,93 metros lo hizo el 25 de julio de 2015, siendo este el récord nacional actual. Su mejor registro personal en pista cubierta es de 6.00 m, hechos el 15 de enero de 2016 en Reno, Nevada. Con este salto entró al Club de los que han logrado pasar 6 metros en esta disciplina (récord canadiense de pista cubierta). También posee el récord del NCAA Collegiate de pista cubierta con 5.91 m. Barber es el  campeón panamericano vigente en salto con pértiga y ganó una medalla de bronce en los Juegos de la Mancomunidad de 2014. Su altura ganadora de 5,80 m en los Juegos Panamericanos de 2015 empató el récord panamericano, junto con Lázaro Borges. Barber ganó su primer título mundial de alto nivel en el Campeonato Mundial de Atletismo de 2015 en Pekín con un salto de 5.90 m.

## Vida personal
Barber tenía doble nacionalidad canadiense-estadounidense, por haber nacido en Nuevo México. Su padre, George Barber es de Kincardine, Ontario y en su juventud vivió en Toronto y los Estados Unidos. Barber dijo que él eligió representar a Canadá para seguir los pasos de su padre y siempre hacía referencia a Toronto como su ciudad natal en los concursos.

## Carrera
Después de competir en el Campeonato Mundial de Atletismo de 2013, Barber no pudo clasificarse para la final. En los Juegos de la Mancomunidad de 2014 en Glasgow, tuvo éxito al ganar el bronce con solo 20 años de edad, pudiendo completar los 5,45 m en el primer intento, pero fallando en 5,55 m.
Durante la temporada 2015 Barber estableció un récord personal y nacional de 5,91 m en el Texas Relays de 2015, estableciendo un récord dentro del NCAA Collegiate. Después del evento del Texas Relays dijo: "Sabes, hace seis meses, si me hubiesen preguntado si yo saltaría 5.90 en forma rutinaria, yo habría dicho «De ninguna manera». Pero es curioso cómo suceden las cosas, y yo agradezco estar donde estoy ahora". Barber fue designado como el Atleta del Año del Campo Regional de los Grandes Lagos según la USTFCCCA. En las finales de la NCAA de 2015 en junio, Barber ganó la prueba con un salto de 5,60 metros. Con este título Barber se convirtió en el único campeón de la NCAA en tres ocasiones para Akron después de ganar también los título del 2014 y 2015 de la NCAA en pista cubierta.
Los Juegos Panamericanos de 2015 tuvieron lugar en suelo canadiense en Toronto, Ontario. Barber subió a un 5,80 m, empatando el récord panamericano que Lázaro Borges había establecido en 2011. En las primeras rondas perdió en su salto de 5,40 m, atribuyendo este resultado a los nervios y a la presión de la hinchada local. Más tarde explicó que el desliz fue resultado de la previa aplicación de un protector solar que dejó algún residuo en sus manos.

## Muerte
El 17 de enero de 2024, Barber murió en su casa de Kingwood, Texas, por complicaciones médicas tras un período de mala salud. Tenía 29 años.

## Palmarés
| Año                    | Competición                                 | Sede                   | Posición               | Marca                  |                        |
| Representando a Canadá | Representando a Canadá                      | Representando a Canadá | Representando a Canadá | Representando a Canadá | Representando a Canadá |
| ---------------------- | ------------------------------------------- | ---------------------- | ---------------------- | ---------------------- | ---------------------- |
| 2012                   | Campeonato Mundial Junior                   | Barcelona, España      | 3°                     | 5.55 m                 |                        |
| 2013                   | Universiada                                 | Kazán, Rusia           | 11°                    | 5.15 m                 |                        |
| 2013                   | Campeonato Mundial de Atletismo             | Moscú, Rusia           | 27°                    | 5.40 m                 |                        |
| 2013                   | Campeonato Panamericano Junior de Atletismo | Medellín, Colombia     | 1°                     | 5.35 m                 |                        |
| 2013                   | Jeux de la Francophonie                     | Niza, Francia          | 2°                     | 5.20 m                 |                        |
| 2014                   | Juegos de la Mancomunidad                   | Glasgow, Reino Unido   | 3°                     | 5.45 m                 |                        |
| 2015                   | Juegos Panamericanos                        | Toronto, Canadá        | 1°                     | 5.80 m                 |                        |
| 2015                   | Campeonato Mundial de Atletismo             | Pekín, China           | 1°                     | 5.90 m                 |                        |